# Zodiac

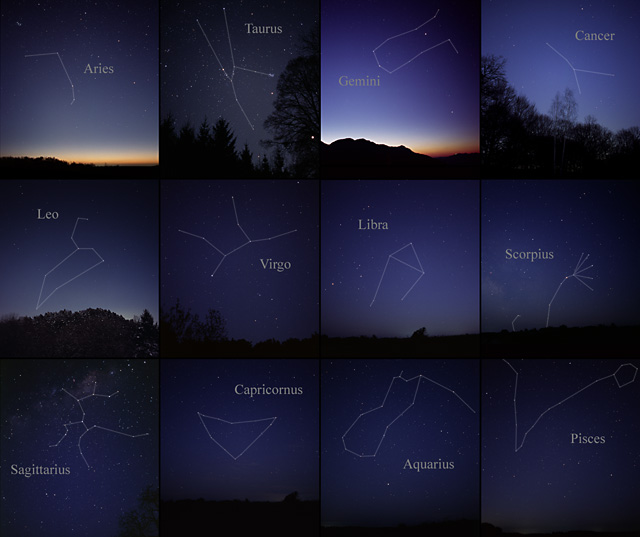
Fotografii ale celor douăsprezece constelații zodiacale

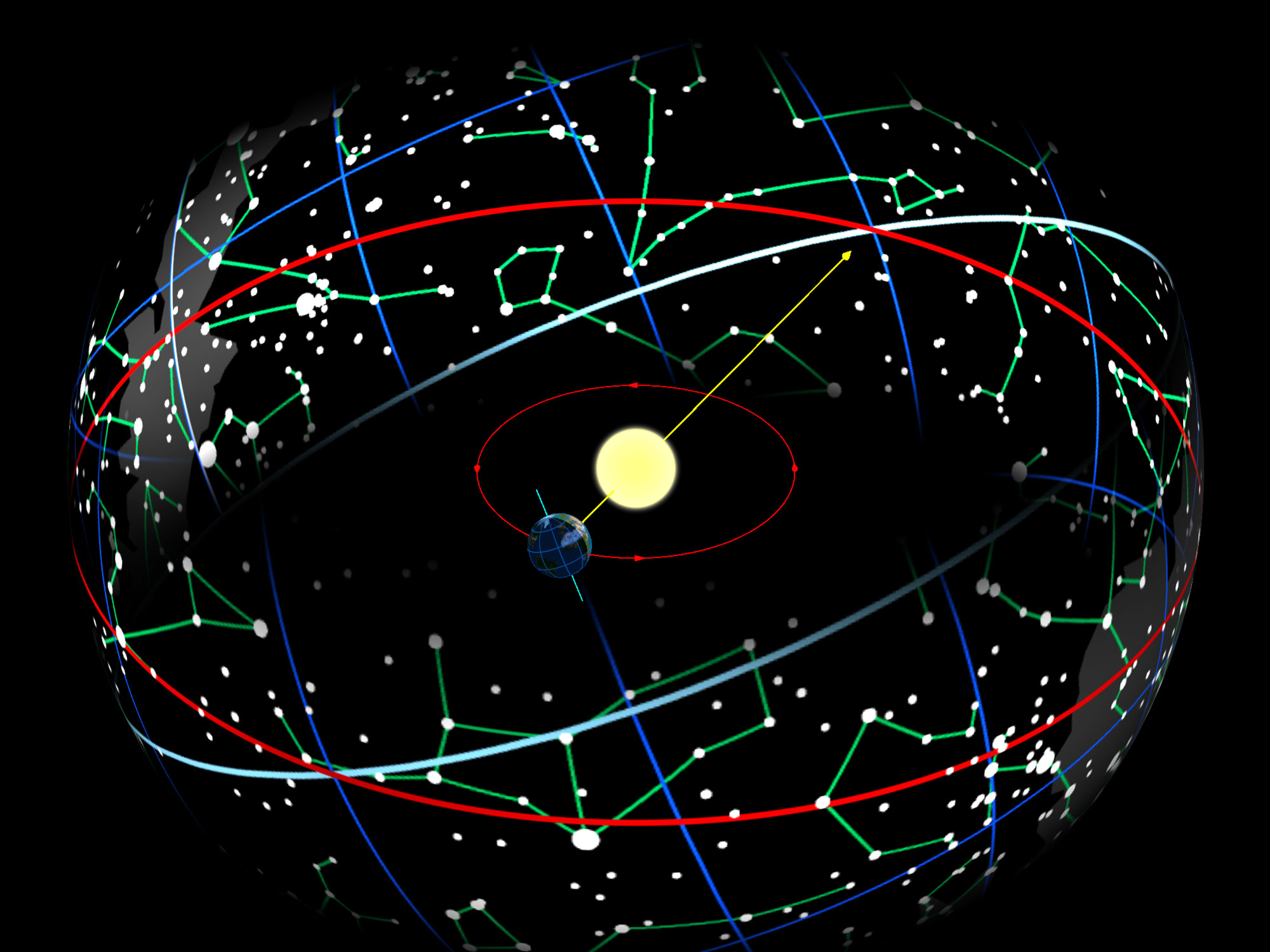
Pământul pe orbită, în jurul Soarelui, face ca Soarele să apară într-o sferă celestă care se deplasează pe ecliptică (roșu), înclinat pe ecuator (albastru).

În astronomie, zodiacul este o regiune a cerului în formă de centură care se întinde cu aproximativ 8° la nord și la sud (măsurată în latitudinea cerească) de ecliptică, care este calea aparentă a Soarelui peste sfera cerească de-a lungul anului. Căile orbitale ale Lunii și ale planetelor majore, precum și un număr de 12 constelații se află în centura zodiacului.
În astrologia occidentală, și anterior astronomie, zodiacul este împărțit în următoarele douăsprezece zodii: Berbec, Taur, Gemeni, Rac, Leu, Fecioară, Balanță, Scorpion, Săgetător, Capricorn, Vărsător și Pești . Fiecare ocupă 30° de longitudine cerească și corespunde aproximativ constelațiilor astronomice cu același nume.  Aceste zodii astrologice formează un sistem de coordonate cerești, sau mai precis un sistem de coordonate ecliptic, care ia ecliptica ca origine a latitudinii și poziția Soarelui la echinocțiul de primăvară ca origine a longitudinii.
Această împărțire a eclipticii în semne zodiacale a apărut în astronomia babiloniană în timpul mileniului I î.Hr. Astronomii babilonieni au împărțit ecliptica în 12 „semne” egale. Datorită precesiei echinocțiului, perioada anului în care Soarele se află într-o anumită constelație s-a schimbat de pe vremea babiloniană, iar punctul echinocțiului din martie s-a mutat din Berbec în Pești. Zodiacul a fost comunicat în astronomia greacă până în secolul al II-lea î.Hr. și de acolo în zodiacul hindus. În astronomia modernă, sistemul de coordonate ecliptic este încă folosit pentru urmărirea obiectelor din Sistemul Solar.

## Maya
Cuvântul românesc zodiac provine din zōdiacus, forma latinizată a termenului din greaca antică zōdiakòs kýklos (ζῳδιακός κύκλος), care înseamnă „ciclu sau cerc de animale mici”. Zōdion (ζῴδιον) este diminutivul lui zōon (ζῷον, „animal”). Numele reflectă importanța animalelor (și a hibrizilor mitologici) printre cele douăsprezece zodii.

## Folosirea zodiacului

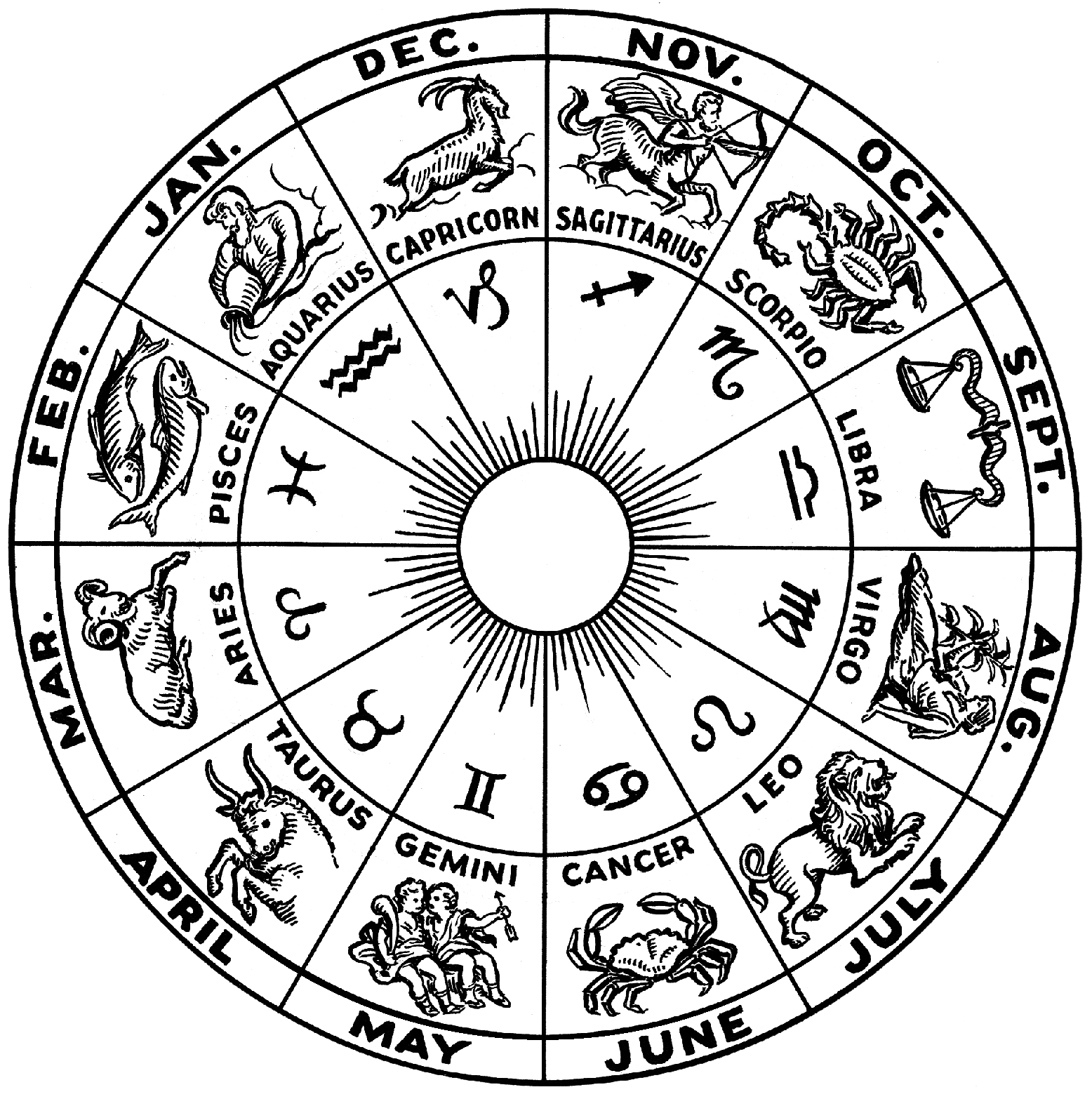
Roată zodiacală modernă care arată cele 12 zodii folosite în astrologia horoscopului.

Zodiacul a fost folosit în epoca romană, bazat pe concepte moștenite de astronomia elenistică din astronomia babiloniană a perioadei caldeene (mijlocul mileniului I î.Hr.), care, la rândul său, l-a derivat dintr-un sistem anterior de liste de stele de-a lungul eclipticii.  Construcția zodiacului este descrisă în lucrarea cuprinzătoare a lui Ptolemeu din secolul al II-lea d.Hr., Almagest.
Deși zodiacul rămâne baza sistemului de coordonate ecliptic folosit în astronomie pe lângă cel ecuatorial,  termenul și numele celor douăsprezece semne sunt astăzi asociate în mare parte cu astrologia horoscopului.  Termenul „zodiac” se poate referi și la regiunea sferei cerești cuprinzând traseele planetelor corespunzătoare benzii de aproximativ 8 grade de arc deasupra și sub ecliptică. Zodiacul unei planete date este banda care conține calea acelui corp anume; de exemplu, „zodiacul Lunii” este banda de 5° deasupra și sub ecliptică. Prin extensie, „zodiacul cometelor” se poate referi la banda care cuprinde majoritatea cometelor cu perioadă scurtă.

## Istoric

### Istoria timpurie
Încă din secolul al XIV-lea î.Hr., o listă completă a celor 36 de decani egipteni a fost plasată printre hieroglifele care împodobesc mormântul lui Seti I; au figurat din nou în templul lui Ramses al II-lea și caracterizează fiecare monument astrologic egiptean. Ambele zodii celebre din Dendera își prezintă simbolurile, identificate de Karl Richard Lepsius . 

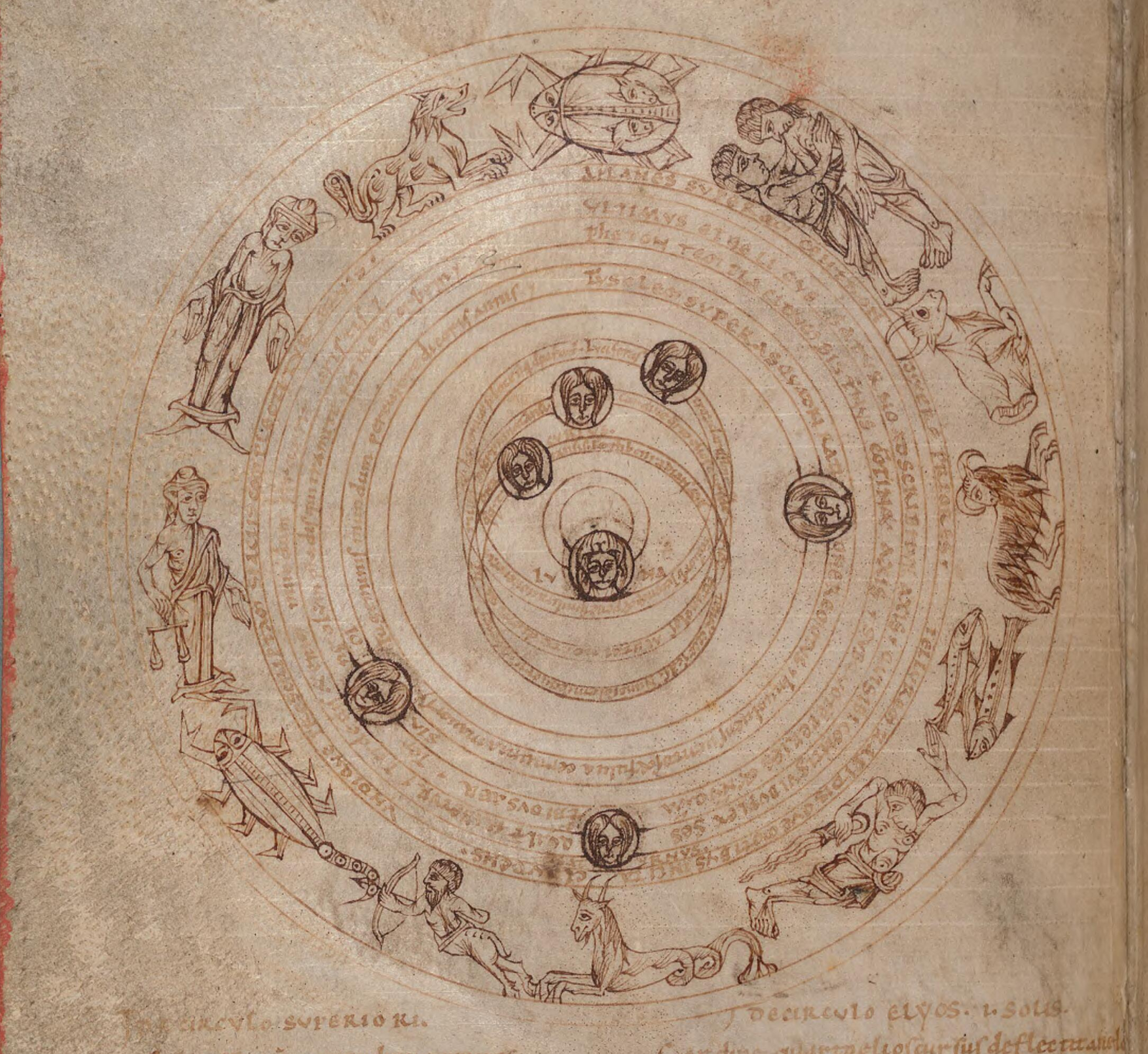
Cerc zodiacal cu planete, manuscris, c. 1150

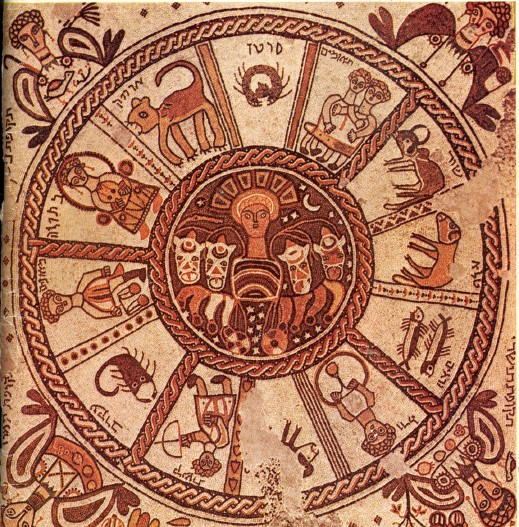
Roată zodiacală, mozaic din secolul VI dintr-o sinagogă cu influențe greco-bizantine, Beit Alpha, Israel.

Împărțirea eclipticii în semne zodiacale își are originea în astronomia babiloniană în prima jumătate a mileniului I î.Hr. Zodiacul se bazează pe stelele din cataloagele babiloniene anterioare, cum ar fi catalogul MUL.APIN, care a fost compilat în jurul anului 1000 î.Hr. Unele constelații pot fi urmărite chiar mai în urmă, până la surse din epoca bronzului ( prima dinastie babiloniană ), inclusiv Gemeni „Gemenii”, din MAŠ.TAB.BA.GAL.GAL „Marii gemeni” și Racul „Crabul”, din AL.LUL „Racii”, printre altele.
Pe la sfârșitul secolului al V-lea î.Hr., astronomii babilonieni au împărțit ecliptica în 12 „semne” egale, prin analogie cu 12 luni schematice a câte 30 de zile fiecare. Fiecare semn conținea 30° de longitudine cerească, creând astfel primul sistem de coordonate cerești cunoscut. Conform calculelor astrofizicii moderne, zodiacul a fost introdus între anii 409 și 398 î.Hr., în timpul stăpânirii persane,  și probabil la câțiva ani după 401 î.Hr. Spre deosebire de astrologii moderni, care plasează începutul semnului Berbec la poziția Soarelui la echinocțiul de primăvară din emisfera nordică ( echinocțiul din martie), astronomii babilonieni au fixat zodiacul în raport cu stele, plasând începutul Racului la „Steaua Geamănă din spate” ( β Geminorum ) și începutul Vărsătorului la „Steaua din spate a Peștelui-Capră” ( δ Capricorni ).
Datorită precesiei echinocțiului, perioada anului în care Soarele se află într-o constelație dată s-a schimbat de pe vremea babiloniană, punctul echinocțiului din martie s-a mutat din Berbec în Pești .
Deoarece împărțirea a fost făcută în arce egale, de 30° fiecare, acestea au constituit un sistem de referință ideal pentru a face predicții despre longitudinea unei planete. Cu toate acestea, tehnicile babiloniene de măsurători observaționale se aflau într-un stadiu rudimentar de evoluție.  Ei au măsurat poziția unei planete în raport cu un set de „stele normale” aproape de ecliptică (± 9° de latitudine) ca puncte de referință de observație pentru a ajuta la poziționarea unei planete în acest sistem de coordonate ecliptice.
În jurnalele astronomice babiloniene, o poziție a planetei era în general dată doar în raport cu un semn zodiacal, mai rar în grade specifice în cadrul unui semn.  Când au fost date gradele de longitudine, acestea au fost exprimate cu referire la 30° ai semnului zodiacal, adică nu cu referire la ecliptica continuă de 360°.  În efemeridele astronomice, pozițiile fenomenelor astronomice semnificative au fost calculate în fracții sexagesimale de grad (echivalent cu minute și secunde de arc ). Pentru efemeridele zilnice, pozițiile zilnice ale unei planete nu erau la fel de importante ca datele semnificative din punct de vedere astrologic când planeta trecea de la un semn zodiacal la altul.

### Astronomie și astrologie ebraică
Cunoștințele despre zodiacul babilonian se spune că sunt reflectate în Biblia ebraică; EW Bullinger a interpretat creaturile care apar în cartea lui Ezechiel ca semnele mijlocii ale celor patru sferturi ale zodiacului,  cu Leul ca Leu, Taurul este Taurul, Omul reprezentând Vărsătorul și Vulturul reprezentând Scorpionul.  Unii autori au legat cele douăsprezece triburi ale Israelului cu aceleași semne sau calendarul lunar ebraic având douăsprezece luni lunare într-un an lunar. Martin și alții au susținut că aranjamentul triburilor în jurul Cortului ( raportat în Cartea Numerelor ) corespundea ordinii zodiacului, cu Iuda, Ruben, Efraim și Dan reprezentând semnele mijlocii ale Leului, Vărsătorului, Taurului și Scorpionul, respectiv. Asemenea legături au fost preluate de Thomas Mann, care în romanul său Joseph and His Brothers atribuie fiecărui trib caracteristicile unui semn zodiacal în interpretarea sa a Binecuvântării lui Iacov .

### Epoca elenistică și romană

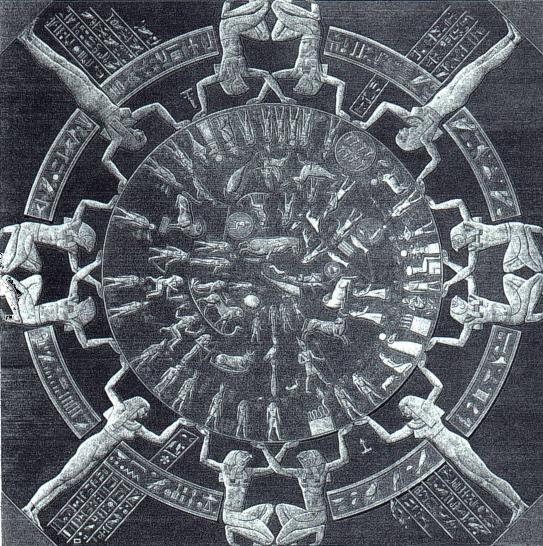
Secolul I î.Hr. Zodiacul Dendera (gravură din secolul al XIX-lea)

Cataloagele stelelor babiloniene au intrat în astronomia greacă în secolul al IV-lea î.Hr., prin Eudoxus din Knidos.  Babilonia sau Caldeea în lumea elenistică au ajuns să fie atât de identificate cu astrologia încât „înțelepciunea caldeeană” a devenit printre greci și romani sinonimul divinației prin planete și stele. Astrologia elenistică a derivat parțial din astrologia babiloniană și egipteană.  Astrologia horoscopului a apărut pentru prima dată în Egiptul ptolemeic (305 î.Hr.–30 î.Hr.). Zodiacul Dendera, un relief datând din cca. 50 î.Hr., este prima reprezentare cunoscută a zodiacului clasic de douăsprezece zodii.
Cel mai vechi text grecesc existent care folosește împărțirea babiloniană a zodiacului în 12 zodii a câte 30 de grade egale fiecare este Anaphoricus de Hypsicles din Alexandria (fl.  190  î.Hr.).  Deosebit de important în dezvoltarea astrologiei horoscopice occidentale a fost astrologul și astronomul Ptolemeu, a cărui lucrare Tetrabiblos a pus bazele tradiției astrologice occidentale.  Sub greci și sub Ptolemeu în special, planetele, Casele și semnele zodiacului au fost raționalizate și funcția lor stabilită într-un mod care s-a schimbat puțin până în prezent. Ptolemeu a trăit în secolul al II-lea d.Hr., la trei secole după descoperirea precesiei echinocțiilor de către Hiparh în jurul anului 130 î.Hr. Lucrarea pierdută a lui Hiparh despre precesie nu a circulat niciodată pe scară largă până când nu a fost adusă în evidență de către Ptolemeu  și există puține explicații despre precesie în afara lucrării lui Ptolemeu până în Antichitatea târzie, moment în care influența lui Ptolemeu a fost larg stabilită. Ptolemeu a explicat clar baza teoretică a zodiacului vestic ca fiind un sistem de coordonate tropical, prin care zodiacul este aliniat la echinocții și solstiții, mai degrabă decât la constelațiile vizibile care poartă aceleași nume ca semnele zodiacale.

### Zodiacul hindus
Potrivit matematicianului și istoricului Montucla, zodiacul hindus a fost adoptat din zodiacul grec prin comunicațiile dintre India antică și imperiul grec al Bactriei.  Zodiacul hindus folosește sistemul de coordonate siderale, care face referire la stelele fixe. Zodiacul tropical (de origine mesopotamiană) este împărțit la intersecțiile eclipticii și ecuatorului, care se deplasează în raport cu fundalul stelelor fixe cu o rată de 1° la fiecare 72 de ani, creând fenomenul cunoscut sub numele de precesia echinocțiilor. Zodiacul hindus, fiind sideral, nu menține această aliniere sezonieră, dar există totuși asemănări între cele două sisteme. Semnele zodiacale hinduse și semnele grecești corespunzătoare sună foarte diferit, fiind în sanscrită și, respectiv, greacă, dar simbolurile lor sunt aproape identice.  De exemplu, dhanu înseamnă „arc” și corespunde Săgetătorului, „arcașul”, iar kumbha înseamnă „ulcior de apă” și corespunde Vărsătorului, „purtător de apă”.

### Evul Mediu

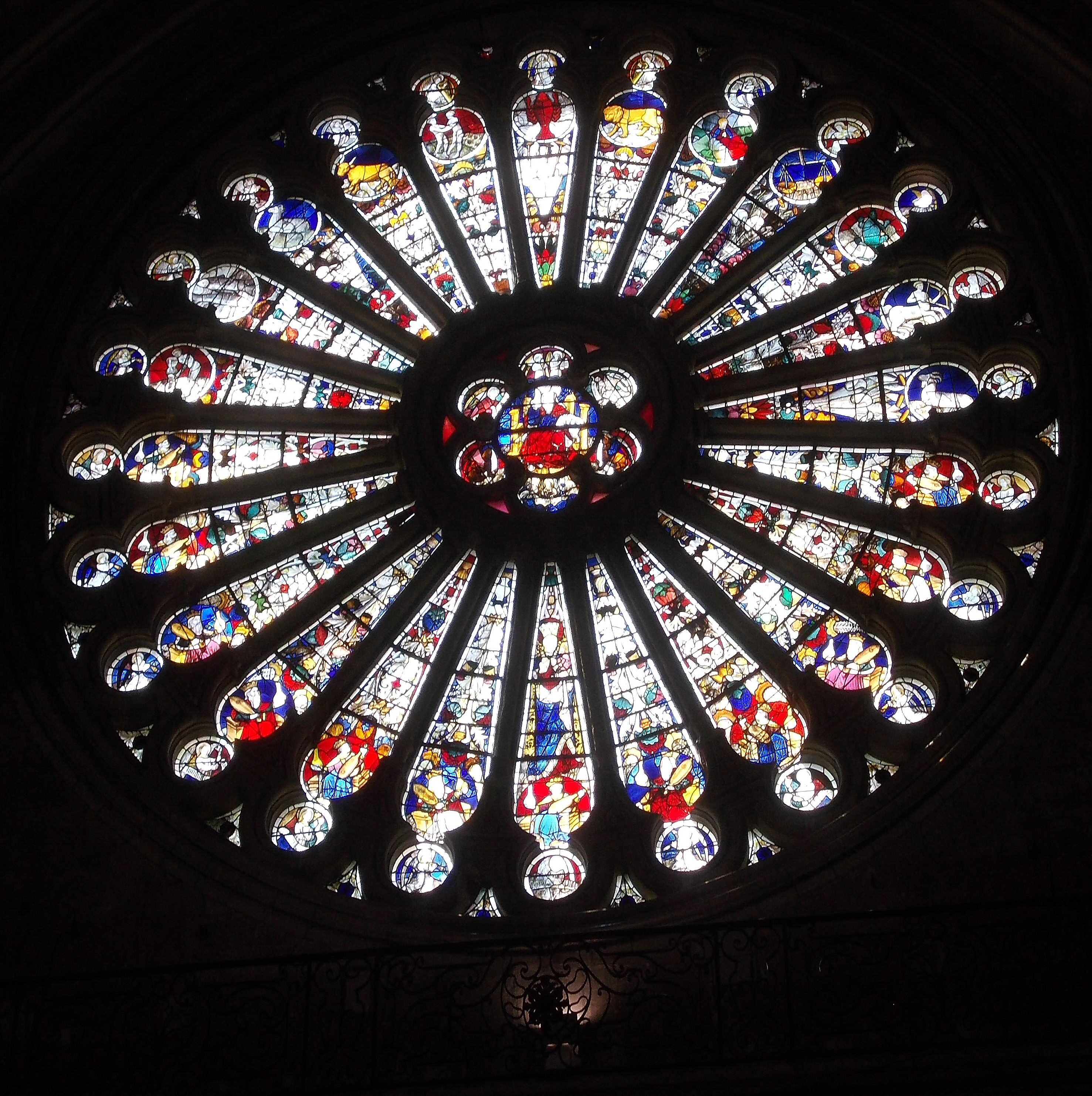
Catedrala Angers Roza de Sud a lui Hristos (în centru) cu bătrâni (jumătatea inferioară) și zodiac (jumătatea de sus). Vitraliul medieval de Andre Robin după incendiul din 1451

În timpul erei abbaside, cărțile grecești de referință au fost traduse sistematic în arabă, iar astronomii islamici și-au făcut apoi propriile observații, corectând Almagestul lui Ptolemeu. O astfel de carte a fost Cartea Stelelor Fixe a lui Al-Sufi, care are reprezentări picturale a 48 de constelații. Cartea a fost împărțită în trei secțiuni: constelațiile zodiacului, constelațiile la nord de zodiac și constelațiile sudice. Când cartea lui Al-Sufi și alte lucrări au fost traduse în secolul al XI-lea, au fost făcute greșeli în traduceri. Drept urmare, unele stele au ajuns să aibă numele constelației din care aparțin (de ex. Hamal în Berbec).
Evul Mediu clasic (1000-1300) a cunoscut o renaștere a interesului pentru magia greco-romană, mai întâi în cabalism și mai târziu a continuat în magia renascentistă. Aceasta a inclus utilizări magice ale zodiacului, așa cum se găsește, de exemplu, în Sefer Raziel HaMalakh.
Zodiacul se găsește în vitraliile medievale ca la Catedrala Angers, unde maestrul suflător de sticlă, André Robin, a realizat rozetele ornamentate pentru naosul de nord și de sud după incendiul de acolo în 1451.
Regele Mogul Jahangir a emis o serie atractivă de monede din aur și argint care ilustrează cele douăsprezece semne ale zodiacului.

### Epoca islamică medievală

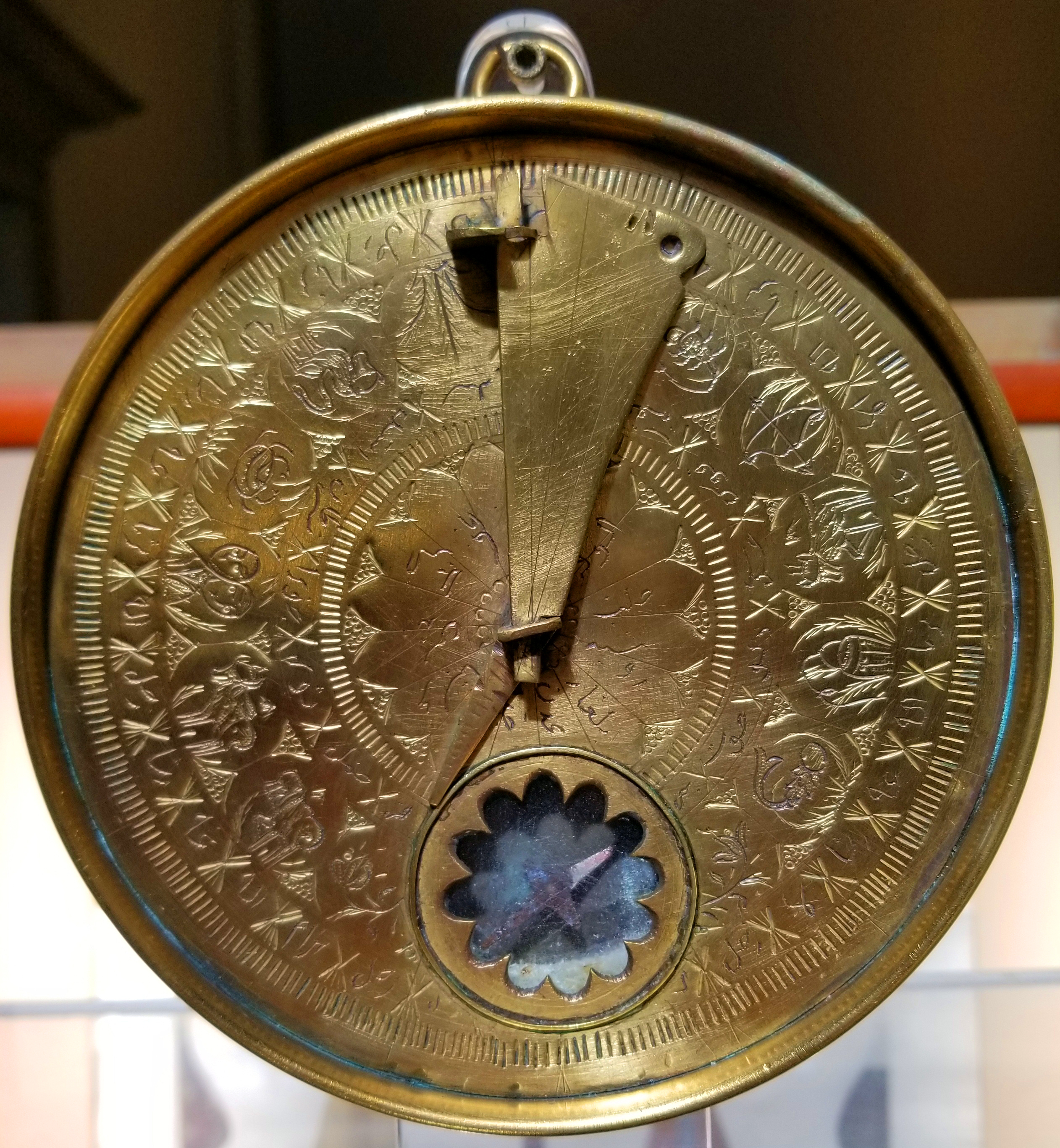
Cadran solar în stil otoman cu gnomon și busolă pliate. Cadranul solar prezintă toponime gravate în arabă și simboluri zodiacale. Muzeul Palatului Debbane, Liban

Astrologia a apărut în secolul al VIII-lea d.Hr. ca o disciplină distinctă în Islam,  cu un amestec de tradiții indiene, elenistice, iraniene și alte tradiții amestecate cu cunoștințele astronomice grecești și islamice, de exemplu lucrarea lui Ptolemeu și Cartea Stelelor Fixe a lui Al-Sufi.. Cunoașterea influenței pe care stelele o au asupra evenimentelor de pe pământ a fost importantă în civilizația islamică. De regulă, se credea că semnele zodiacului și planetelor controlează destinul nu numai al oamenilor, ci și al națiunilor și că zodiacul are capacitatea de a determina caracteristicile fizice ale unei persoane, precum și inteligența și trăsăturile personale.
Practica astrologiei în acest moment ar putea fi împărțită în 4 categorii mai largi: Genetlialogie, Astrologie Catarhică, Astrologie Interogațională și Astrologie Generală. Cu toate acestea, cel mai comun tip de astrologie a fost Genetlialogia, care a examinat toate aspectele vieții unei persoane în relație cu pozițiile planetare la naștere; cunoscut mai frecvent ca horoscopul nostru.
Serviciile de astrologie au fost oferite pe scară largă în tot imperiul, în principal în bazare, unde oamenii puteau plăti pentru o lectură.  Astrologia a fost apreciată în curțile regale, de exemplu, califul abasid Al-Mansur a folosit astrologia pentru a determina cea mai bună dată pentru întemeierea noii capitale a Bagdadului.  În timp ce horoscoapele au fost în general acceptate pe scară largă de către societate, mulți savanți au condamnat folosirea astrologiei și a divinației, legând-o de influențele oculte.  Mulți teologi și savanți au crezut că aceasta a fost împotriva principiilor islamului; deoarece numai Dumnezeu ar trebui să poată determina evenimentele mai degrabă decât astrologii care privesc pozițiile planetelor.
Pentru a calcula horoscopul cuiva, un astrolog ar folosi 3 instrumente: un astrolab, efemeride și un takht. Mai întâi, astrologul ar folosi un astrolab pentru a găsi poziția soarelui, a alinia regula cu ora nașterii persoanei și apoi a alinia pentru a stabili altitudinea soarelui la acea dată.  În continuare, astrologul ar folosi o efemeridă, un tabel care indică poziția medie a planetelor și stelelor pe cer la un moment dat.  În cele din urmă, astrologul ar adăuga altitudinea soarelui luată de la astrolabul, cu poziția medie a planetelor la ziua de naștere a persoanei și le-ar adăuga împreună pe takht (cunoscut și sub numele de placa de praf). Placa de praf era doar o tabletă acoperită cu nisip; pe care calculele puteau fi făcute și șterse cu ușurință.  Odată ce aceasta a fost calculată, astrologul a putut interpreta horoscopul. Cele mai multe dintre aceste interpretări s-au bazat pe zodiacul din literatură. De exemplu, existau mai multe manuale despre modul de interpretare a fiecărui semn zodiacal, tratate referitoare la fiecare semn individual și care erau caracteristicile acestor zodii.

### Epoca modernă timpurie

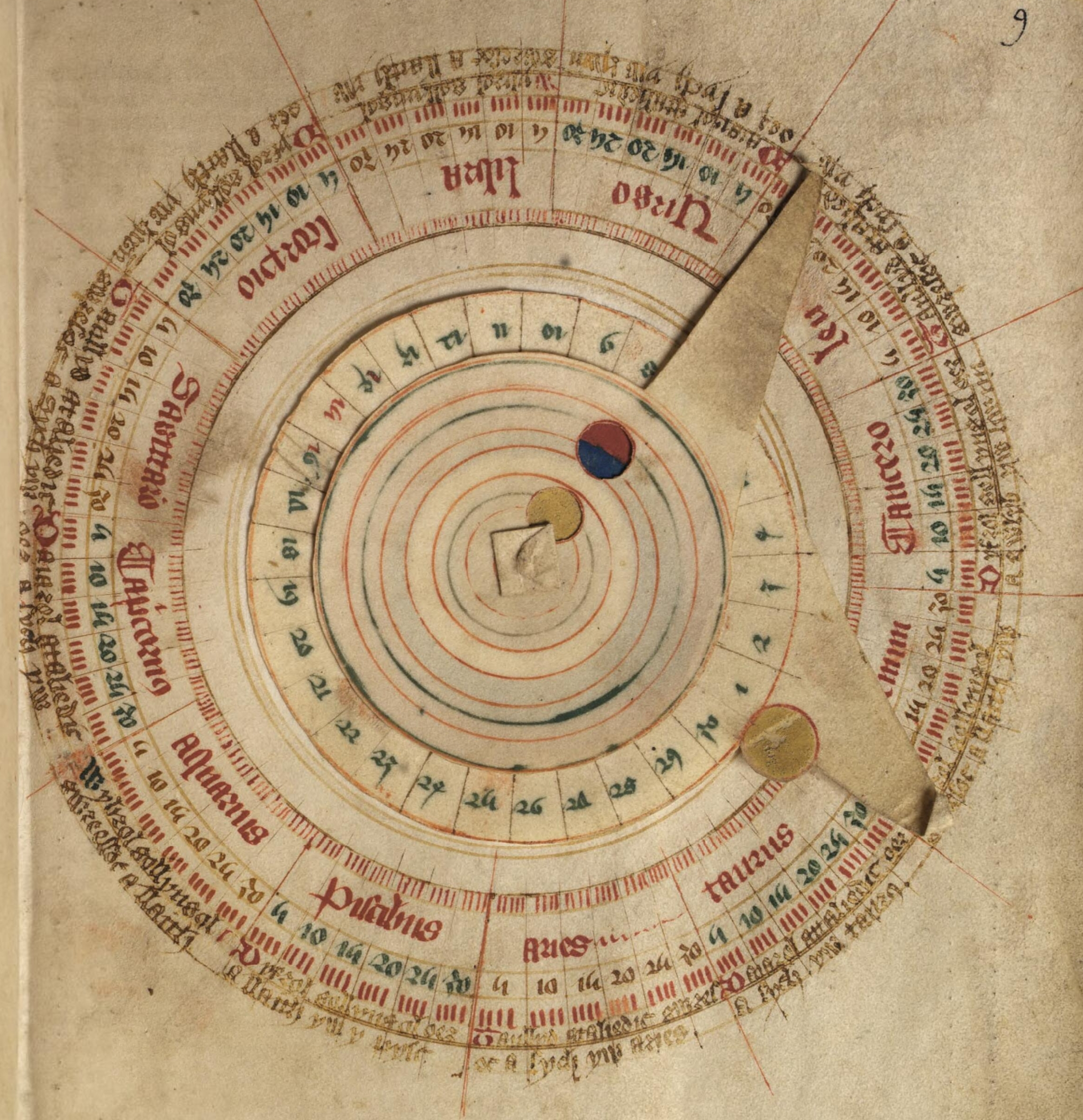
O volvella a lunii. Volvella este un dispozitiv mobil pentru a determina poziția Soarelui și a Lunii în zodiac, secolul al XV-lea.

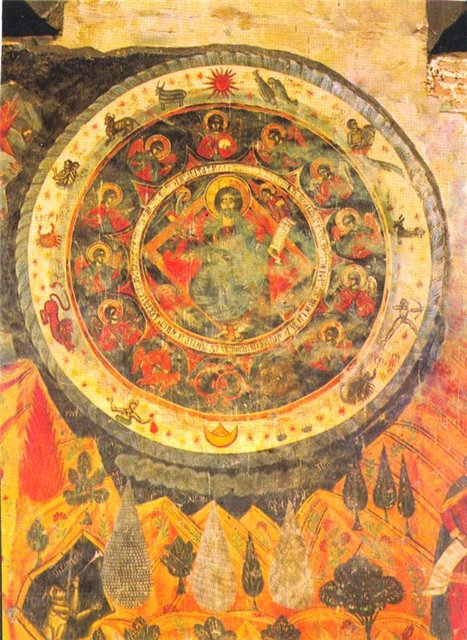
Fresca din secolul al XVII-lea a lui Hristos în cercul zodiacului, Catedrala Stâlpului Viu, Georgia

Un exemplu de utilizare a semnelor ca coordonate astronomice poate fi găsit în Almanahul nautic și Efemeridele astronomice pentru anul 1767. Coloanele „Longitudinea Soarelui” arată semnul (reprezentat ca o cifră de la 0 la 11 inclusiv), grade de la 0 la 29, minute și secunde.
Simbolurile zodiacale sunt simplificări din perioada Modernă timpurie ale reprezentărilor picturale convenționale ale semnelor, atestate încă din timpurile elenistice.

## Tipuri de zodiac

### Zodiacul occidental
Zodiacul european (occidental), bazat pe constelațiile ecliptice și ciclul solar, este compus din douăsprezece zodii și folosit în Europa, America, Australia.
| Ordine | Zodiac    | Perioadă                     | Longitudine ecliptică | Denumire latină | Text | Emoji |
| ------ | --------- | ---------------------------- | --------------------- | --------------- | ---- | ----- |
| 1      | Berbec    | 21 martie - 20 aprilie       | 0°                    | Aries           | ♈︎   | ♈️    |
| 2      | Taur      | 21 aprilie - 20 mai          | 30°                   | Taurus          | ♉︎   | ♉️    |
| 3      | Gemeni    | 21 mai - 21 iunie            | 60°                   | Gemini          | ♊︎   | ♊️    |
| 4      | Rac       | 22 iunie - 22 iulie          | 90°                   | Cancer          | ♋︎   | ♋️    |
| 5      | Leu       | 23 iulie - 22 august         | 120°                  | Leo             | ♌︎   | ♌️    |
| 6      | Fecioară  | 23 august - 22 septembrie    | 150°                  | Virgo           | ♍︎   | ♍️    |
| 7      | Balanță   | 23 septembrie - 22 octombrie | 180°                  | Libra           | ♎︎   | ♎️    |
| 8      | Scorpion  | 23 octombrie - 21 noiembrie  | 210°                  | Scorpio         | ♏︎   | ♏️    |
| 9      | Săgetător | 22 noiembrie - 21 decembrie  | 240°                  | Sagittarius     | ♐︎   | ♐️    |
| 10     | Capricorn | 22 decembrie - 19 ianuarie   | 270°                  | Capricornus     | ♑︎   | ♑️    |
| 11     | Vărsător  | 20 ianuarie - 18 februarie   | 300°                  | Aquarius        | ♒︎   | ♒️    |
| 12     | Pești     | 19 februarie - 20 martie     | 330°                  | Pisces          | ♓︎   | ♓️    |

### Zodiacul românesc
- Berbec: în Prier
- Taur: în Florar
- Gemeni: în Cireșar
- Rac: în Cuptor
- Leu: în Gustar
- Fecioară: în Răpciune
- Balanță: în Brumărel
- Scorpion: în Brumar
- Săgetător: în Undrea
- Capricorn: în Gerar
- Vărsător în Făurar
- Pești în Mărțișor

### Zodiacul oriental
Zodiacul chinezesc (oriental), bazat pe ciclul lunar și cele 12 animale, este compus din douăsprezece zodii și este folosit în Asia de Est și Sud-Est.
1. Șobolan
2. Bivol
3. Tigru
4. Iepure
5. Dragon
6. Șarpe
7. Cal
8. Capră
9. Maimuță
10. Cocoș
11. Câine
12. Mistreț